# Othmar Kühn
Othmar Kühn, avstrijski paleontolog, paleobiolog, predavatelj in akademik, * 5. november 1892, † 26. marec 1969.
Kühn je deloval kot redni profesor za paleontologijo in paleobiologijo na Univerzi na Dunaju in bil dopisni član Slovenske akademije znanosti in umetnosti (od 6. februarja 1965).